# Design Plus Award
Il Design Plus Award è un riconoscimento nel campo del disegno industriale e viene assegnato annualmente all'interno delle fiere Ambiente e ISH, che si svolgono a Francoforte. 
Il premio è stato istituito nel 1983 ed è organizzato da Francoforte Fiere (Messe Frankfurt), dal Consiglio per il design tedesco (Rat für Formgebung), e dal Consiglio tedesco per l'industria e la Camera di commercio (Deutscher Industrie und Handelskammertag).
Il Design Plus viene assegnato ai prodotti che combinano attraente design, materiali innovativi, e sostenibilità di produzione.